# Bunckmansage

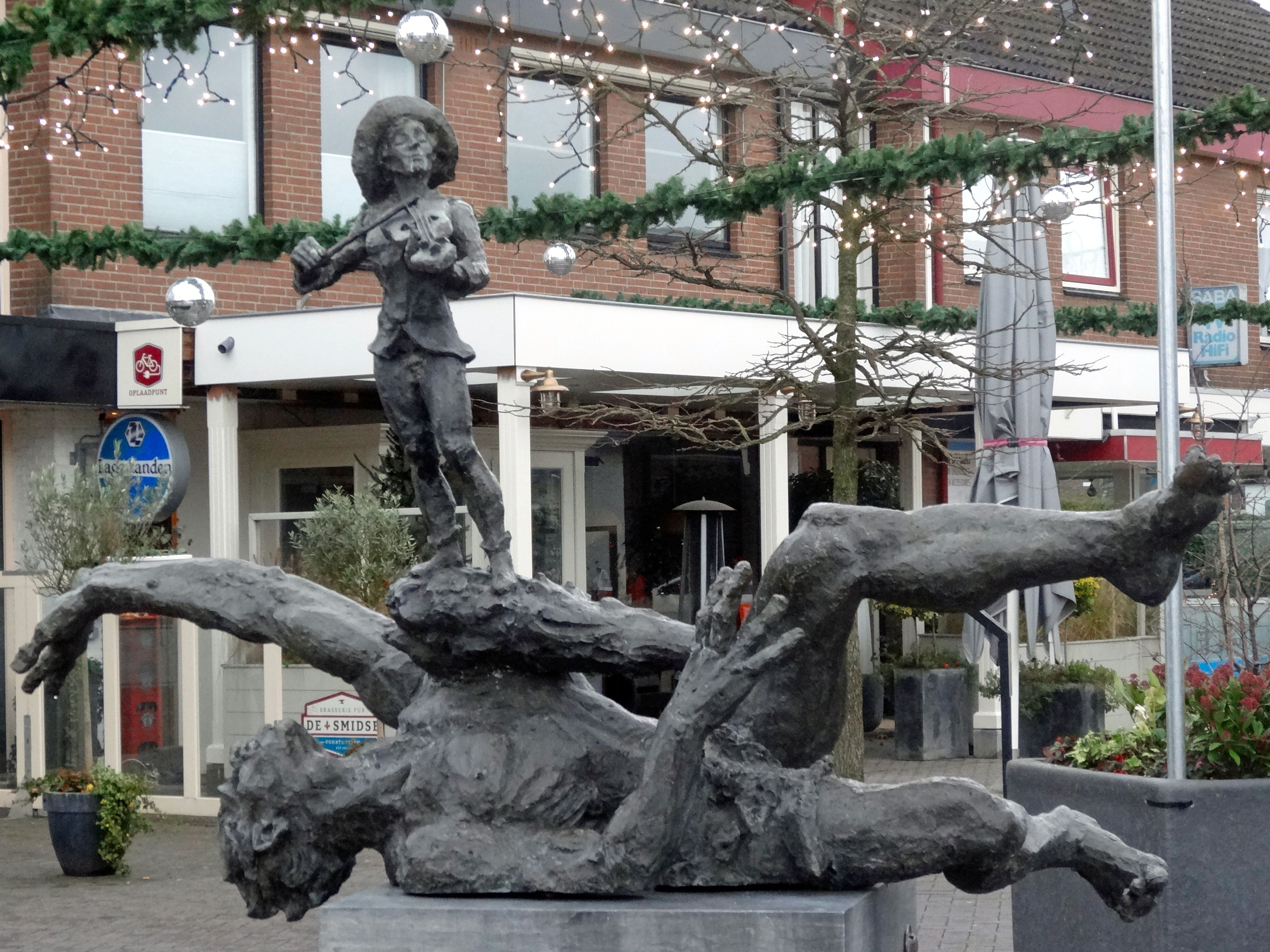
Beeld van de Bunckman en de violist in Voorthuizen gemaakt door Marijke Ravenswaaij-Deege

De Bunckmansage is een oud volksverhaal dat zich afspeelt in de omgeving van Voorthuizen op de Veluwe.

## Het verhaal
Ooit zou er op de Veluwe in de omgeving van Voorthuizen een reus geleefd hebben met de naam Bunckman. Deze reus hield zich in leven door passerende reizigers te plunderen en hen daarna te doden. Op een dag trok een violist door het gebied en ook hij werd nabij Voorthuizen gegrepen door de reus. De violist die voor zijn leven vreesde smeekte de reus om nog eenmaal bij wijze van gunst op zijn viool te mogen spelen. De reus stond dit toe, maar dat werd hem noodlottig. De violist wist door zijn spel de reus in vervoering te brengen. De violist kon met zijn hoge tonen voorwerpen uit elkaar laten spatten. Na de laatste hoge toon die hij aan zijn viool wist te ontlokken stortte de reus dood ter aarde.
De beeldend kunstenares Marijke Ravenswaaij-Deege heeft deze sage gevisualiseerd door haar beeld van de gevallen reus met bovenop hem de kleine violist. Het beeld staat aan de Hoofdstraat in Voorthuizen.